# NGC 5970
NGC 5970 est une galaxie spirale barrée située dans la constellation du Serpent. Sa vitesse par rapport au fond diffus cosmologique est de 2 090 ± 9 km/s, ce qui correspond à une distance de Hubble de 30,8 ± 2,2 Mpc (∼100 millions d'al). NGC 5970 a été découverte par l'astronome germano-britannique William Herschel en 1784.

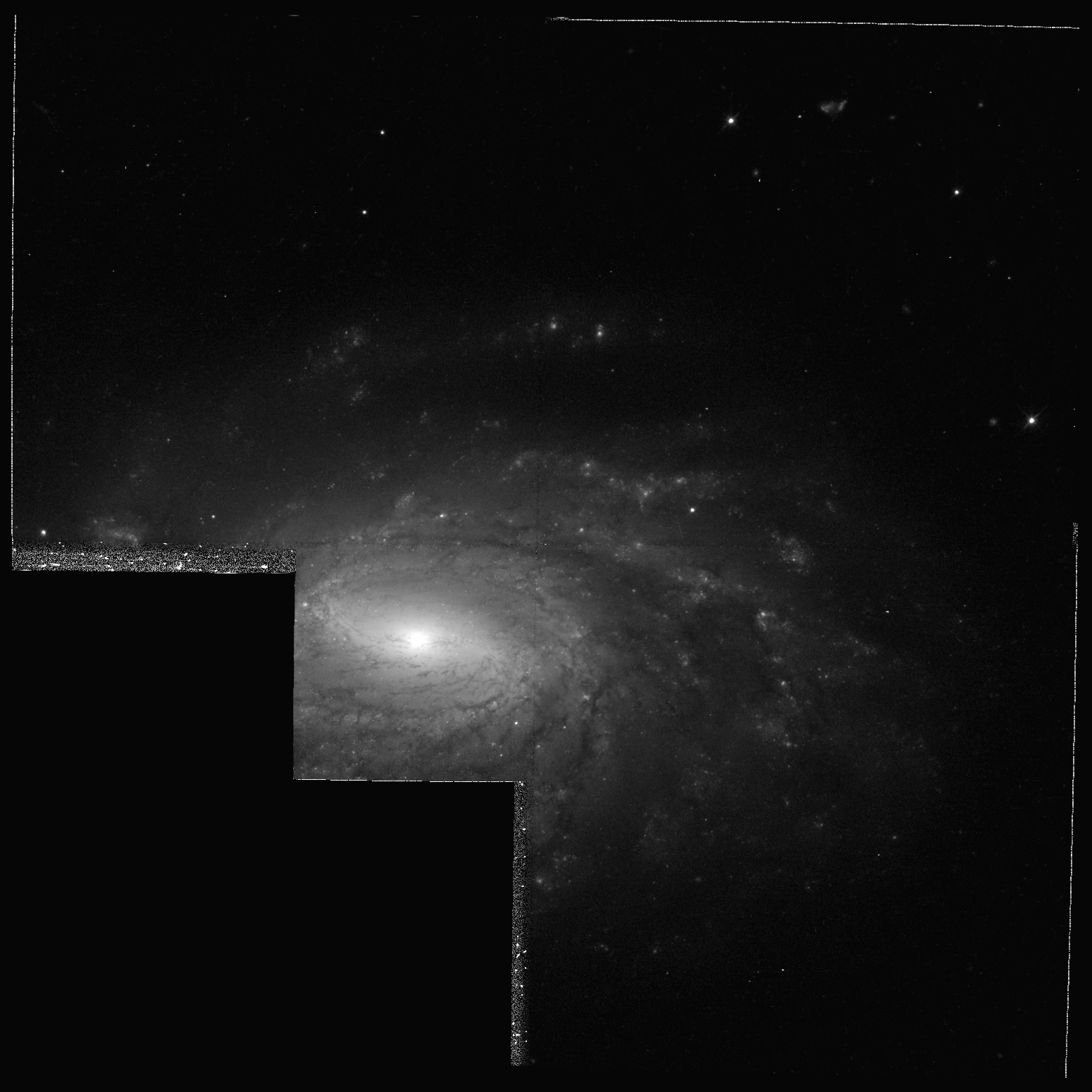
NGC 5970 par le télescope spatial Hubble.

La classe de luminosité de NGC 5970 est III et elle présente une large raie HI. Elle renferme également des régions d'hydrogène ionisé.
De plus, c'est une galaxie LINER, c'est-à-dire une galaxie dont le noyau présente un spectre d'émission caractérisé par de larges raies d'atomes faiblement ionisés. 
À ce jour, 21 mesures non basées sur le décalage vers le rouge (redshift) donnent une distance de 26,476 ± 4,812 Mpc (∼86,4 millions d'al), ce qui est à l'intérieur des valeurs de la distance de Hubble. Notons cependant que c'est avec la valeur moyenne des mesures indépendantes, lorsqu'elles existent, que la base de données NASA/IPAC calcule le diamètre d'une galaxie et qu'en conséquence le diamètre de NGC 5970 pourrait être d'environ 28,7 kpc (∼93 600 al) si on utilisait la distance de Hubble pour le calculer.

## Groupe de NGC 5970
NGC 5970 est la galaxie la plus brillante d'un groupe qui porte son nom. Selon A. M. Garcia, le groupe de NGC 5970 compte au moins quatre membres. Les autres galaxies du groupe sont NGC 5956, NGC 5957 et UGC 9941.
Abraham Mahtessian mentionne aussi ce groupe de galaxies, mais il n'y figure que trois membres, la galaxie UGC 9941 n'en faisant pas partie.